# Badische Schwesternschaft vom Roten Kreuz
Die Badische Schwesternschaft vom Roten Kreuz e.V. – Luisenschwestern ist ein gemeinnütziger Verein mit knapp hundert Mitgliedern unter dem Dach des Deutschen Roten Kreuzes. Sie ist Träger einer Senioreneinrichtung, eines Ambulanten Dienstes und Anbieter von Wohnen mit Service in Karlsruhe. Ihre Mitglieder sind in Baden-Württemberg pflegerisch in Krankenhäusern, Kliniken, Hospizen und stationären wie ambulanten Altenpflegeeinrichtungen tätig. Sie besteht seit 1859 und ist damit die älteste Rotkreuzinstitution in Deutschland. Gegründet wurde sie auf Initiative von Großherzogin Luise von Baden, der Prinzessin von Preußen und Tochter Kaiser Wilhelms I., die mit der Gründung des Badischen Frauenvereins den Grundstock für die Schwesternschaften legte.

## Pflegerische Tätigkeit

### Altenheim Luisenheim
Hauptaufgabe ist die Altenpflege. Das Luisenheim bietet barrierefreie Zimmer, rollstuhlgerechte Gartenwege, eine Kapelle, Gemeinschaftsräume, zahlreiche Aktivitäten und einen Tierbesuchsdienst.

### Luisenschwestern Ambulant
Der Ambulante Dienst der Badischen Schwesternschaft vom Roten Kreuz e.V. hat seinen Sitz in Karlsruhe und bietet Betreuungsleistungen nach § 45 SGB XI, Grundpflege, Behandlungspflege, Krankenhausvermeidungspflege, hauswirtschaftliche Versorgung, Verhinderungspflege und Pflegeberatungsbesuche, außerdem Verordnungs- und Medikamentenservice.

### Luisenhilfe
Geschulte Helfer bieten Begleitung, Gesellschaft und Unterstützung, z. B. bei Arztbesuchen, privaten Unternehmungen oder Einkaufen.

### Betreutes Wohnen
Auf dem Gelände des ehemaligen Luisenheims in der Kochstr. 2 entstanden drei Stadtvillen mit insgesamt 63 seniorengerechten, barrierefreien Betreuten Wohnungen. Das Betreuungsangebot gliedert sich in die Bereiche Grundservice, z. B. Wohlauf-Meldesystem und Gemeinschaftsaktivitäten, und Zusatzleistungen wie Reinigung und Verpflegung.

### Gestellung
Die Rotkreuzschwestern der Badischen Schwesternschaft vom Roten Kreuz e.V. arbeiten über Gestellungsverträge in Krankenhäusern und Pflegeeinrichtungen anderer Träger in Baden-Württemberg.

## Ausbildung
Bis 2020 bildete die Badische Schwesternschaft in Altenpflege aus, ab 2020 kann die generalistische Ausbildung zum Pflegefachmann / zur Pflegefachfrau sowie weiterhin die Ausbildung zur Altenpflegehelferin / zum Altenpflegehelfer absolviert werden. Die Schwesternschaften sind insgesamt einer der größten Ausbildungsträger für Pflegeberufe in Deutschland.

## Organisation
Die Badische Schwesternschaft vom Roten Kreuz e.V. ist als eingetragener Verein organisiert. Sie ist die älteste der 31 deutschen DRK-Schwesternschaften und eine der ältesten Rotkreuzinstitutionen insgesamt. Ihre Gründerin Großherzogin Luise von Baden gilt als Vertraute Henry Dunants. Es ist maßgeblich ihrem Einfluss zuzuschreiben, dass Baden als erster Staat der Welt die Genfer Konventionen unterzeichnete. Die Schwesternschaft bzw. Mitglieder sind Träger der Henry-Dunant-Plakette, der Florence-Nightingale-Medaille und sie wurde 2014 zum Badener des Jahres gewählt.
Alle aktiven Mitglieder haben in der jährlichen Mitgliederversammlung Stimmrecht. Sie entscheiden über die Entwicklungen der Schwesternschaft, genehmigen die Wirtschaftsplanung des Vorstandes und wählen Vorstand und Beirat.

### Vorstand
Vorstandsmitglieder können neben Vertreterinnen der Schwesternschaft auch Männer sein, etwa als stellvertretender Vorsitzender, Schatzmeister, Jurist oder Arzt. Der geschäftsführende Vorstand besteht aus der Vorsitzenden, ihren beiden Stellvertreterinnen, einem Schriftführer, dem Schatzmeister und dem Juristen. Hauptamtliche Vorstandsvorsitzende der Badischen Schwesternschaft vom Roten Kreuz e.V. ist Heike Diana Wagner. Als in der Rotkreuzarbeit erfahrene Persönlichkeit unterstützt Markgräfin Stephanie von Baden die Organisation.

### Beirat
Beiratsmitglieder sind ehrenamtlich tätig und Ansprechpartner für die Mitglieder und sind in Angelegenheiten der Mitglieder vom Vorstand anzuhören. Der Beirat unterstützt die Mitglieder bei Fragen, Anliegen und Problemen.

### Zweck und Selbstverständnis
Zweck der Schwesternschaft ist die Förderung der öffentlichen Gesundheitspflege und der Hilfeleistung für Menschen in Not. Basis des Handelns bilden die Grundsätze des Roten Kreuzes bzw. die daraus abgeleiteten Berufsethischen Grundsätze: Menschlichkeit, Unparteilichkeit, Neutralität, Unabhängigkeit, Freiwilligkeit, Einheit, Universalität. Als überkonfessionelle Schwesternschaft sind Religionszugehörigkeit, ethnische Zugehörigkeit, Nationalität, soziale Stellung oder politische Überzeugung nicht relevant für die Mitgliedschaft. Bindend sind die Grundsätze. Die Mitgliedschaft ist freiwillig. Seitens der Schwesternschaft ist die Mitgliedschaft lebenslang angelegt, auch nach der aktiven Berufslaufbahn bleibt die Rotkreuzschwester Teil der Gemeinschaft. Durch umfassende Mitwirkungs- und Mitbestimmungsrechte lenken die Mitglieder die Geschicke der Schwesternschaft mit.

### Verwaltungssitz
Die Geschäftsstelle der Badischen Schwesternschaft mit Verwaltung und Qualitätsmanagement befindet sich in Karlsruhe.

## Humanitäre Einsätze im In- und Ausland und Berufspolitik
Die Schwesternschaft beteiligt sich bei Naturkatastrophen und in Krisengebieten an Auslandseinsätzen des Deutschen Roten Kreuzes und engagiert sich berufspolitisch über den Verband der Schwesternschaften im Deutschen Pflegerat und dem Trägerverband des Deutschen Bildungsrates.

## Geschichte
Die Badische Schwesternschaft vom Roten Kreuz geht zurück auf die Gründung des Badischen Frauenvereins am 6. Juni 1859 durch die junge Großherzogin Luise von Baden. Die Krankenpflegeabteilung des Badischen Frauenvereins wurde notwendig, denn es war eine Zeit ungewöhnlich vieler Krankheitsfälle und auch Vorsorge für Kriegszeiten war zu treffen. Die ersten sogenannten Wärterinnen wurden auf Kosten des Frauenvereins ausgebildet und nach der Prüfung in die Heimatgemeinden zur Pflege entlassen. Die praktischen Lehrstätten waren zuerst das Vincentiushaus und die Diakonissenanstalt in Karlsruhe. 1860 entstand die erste Pflegestation, ab 1862 waren Krankenpflegerinnen in Krankenhäusern der Region eingesetzt. Am 29. Juni 1866 wurde die Krankenpflegeabteilung des Badischen Frauenvereins auf Wunsch der Großherzogin unter die Statuten des Roten Kreuzes gestellt.
Meilensteine waren 1866 die erste eigene Krankenanstalt, 1890 die Einweihung des eigenen Ludwig-Wilhelm-Krankenhauses mit Pflegeschule, um 1900 der Bau weiterer Einrichtungen und die staatliche Anerkennung der Pflegeschule. Der Zweite Weltkrieg brachte eine Auflösung der Rotkreuzinstitutionen. Viele Luisenschwestern waren im Fronteinsatz, die Einrichtungen mussten geräumt werden und wurden weitgehend zerstört. Nach dem Krieg begann die Zeit des Wiederaufbaus. 1949 erhielt der Verein unter dem neuen Namen Badische Schwesternschaft vom Roten Kreuz e.V. seine rechtliche Selbstständigkeit zurück. In den folgenden Jahrzehnten lag die Konzentration auf der Ausbildung, auch in Spezialbereichen, um den Bedarf einer schnell wachsenden Medizin zu erfüllen, sowie auf den eigenen Einrichtungen, die ausgebaut und modernisiert wurden. 1996 erhielt die Schwesternschaft für ihre Verdienste die Henry-Dunant-Plakette. 2011 zog das Luisenheim samt Verwaltungssitz in einen Neubau, 2015 startete der Ambulante Pflegedienst Luisenschwestern, 2017 kam die Luisenhilfe als Angebot der Schwesternschaft hinzu.